# Dransfieldia micrantha
Dransfieldia micrantha ist die einzige Pflanzenart der Gattung Dransfieldia innerhalb der Familie der Palmengewächse (Arecaceae). Sie kommt nur auf Neuguinea vor.

## Beschreibung

### Vegetative Merkmale
Dransfieldia micrantha ist eine mehrstämmige, unbewehrte Palme, seltener bildet sie nur einen Stamm. Der Stamm erreicht bei einem Durchmesser von 2 bis 5 Zentimetern eine Höhe von bis zu 10 Metern. Die Stammoberfläche ist glatt, jung häufig rötlich, später braun. Die Internodien sind 4,0 bis 19,5 Zentimeter lang. Die Krone besteht aus vier bis sieben Blättern. Junge Blätter sind zunächst rötlich und werden dann grün. Mit Blattstiel sind sie 1 bis 2 Meter lang. Die Blattscheide ist 30 bis 45 Zentimeter lang. Der Blattstiel ist 10 bis 20 Zentimeter lang. An jeder Seite der Rhachis stehen 12 bis 27 Fiederblättchen. Die Fiederblättchen der Blattmitte sind 52 bis 76 Zentimeter lang und 2 bis 5 Zentimeter breit, die an der Blattspitze sind 18 bis 36 Zentimeter lang.

### Generative Merkmale
Der Blütenstand ist 34 bis 60 Zentimeter lang, wovon der Blütenstandsschaft 12 bis 26 Zentimeter einnimmt. Alle Achsen des Blütenstands sind zur Blütezeit rot bis purpurfarben. Das Vorblatt ist 11,5 bis 27 Zentimeter lang und 1,4 bis 2 Zentimeter breit und während der Anthese braun. Es gibt zwei bis drei Vorblätter am Blütenstandsschaft, wobei das erste 20 bis 24 Zentimeter lang und 1,7 bis 3,5 Zentimeter breit ist, die übrigen 0,5 bis 25 Zentimeter lang und 5 bis 12 Millimeter breit. Die Blütenstandsachse ist 9 bis 17 Zentimeter lang, von ihr gehen 11 bis 14 Seitenachsen ab, die bis 35 Zentimeter lang sind. Jede von diesen trägt wieder bis zu 7 Seitenachsen, die 8,5 bis 29 Zentimeter lang sind. An ihnen stehen die Blüten zu dritt in den Achseln von kleinen, bis 1 Millimeter langen Tragblättern. An 5 Zentimeter Seitenachse stehen 15 bis 28 dieser Triaden.
Die männlichen Blüten sind 4,5 bis 5,5 × 2,2 bis 3,4 Millimeter groß kurz vor dem Aufblühen, und purpurfarben. Die Kelchblätter sind fleischig. Die Kronblätter sind im untersten Teil miteinander verwachsen. Es gibt 15 bis 19 weiße Staubblätter, ihre Staubfäden sind 1,5 bis 3,1 Millimeter lang, die Staubbeutel 1,0 bis 1,3 Millimeter. Das Fruchtknotenrudiment ist unter 0,5 Millimeter groß.
Die weiblichen Blüten sind 3,8 bis 4,3 × 2,2 bis 3,4 Millimeter groß kurz vor dem Aufblühen und ebenfalls purpurn. Die meist drei Staminodien sind 0,3 bis 0,5 Millimetern lang. Das Gynoeceum ist einschließlich Narben bei einer Länge von etwa 3,0 Millimetern sowie einem Durchmesser von etwa 1,6 Millimetern eiförmig. Es ist pseudomonomer, besitzt nur ein Fruchtfach mit einer Samenanlage, allerdings drei Narben.
Die Frucht ist bei einer Länge von 15,0 bis 15,9 Millimetern sowie einem Durchmesser von 7,6 bis 9,5 Millimetern ellipsoid. Das Exokarp ist, dünn, glatt und zur Reife schwarz. Epikarp und das faserige Mesokarp sind etwa 0,7 Millimeter dick, das Endokarp etwa 0,3 Millimeter. Letzteres ist braun. Die Samen sind 8,9 bis 11,0 × 6,1 bis 7,0 Millimeter groß. Die Narbe sitzt basal, die Raphe seitlich. Das Endosperm ist tief gefurcht (ruminat), der Embryo sitzt basal.

## Vorkommen
Dransfieldia micrantha kommt nur im Westen des indonesischen Teils von Neuguinea vor. Standorte sind bekannt von der Insel Waigeo, Kapala Burung, den unteren Hängen der Wondiwoibergen und von der Nähe der Etna Bay.
Dransfieldia micrantha wächst im Unterwuchs von Tieflandregenwäldern und den Wäldern der Hügelhänge und -rücken in Höhenlagen von 10 bis 180 Metern.

## Systematik
Die Erstbeschreibung erfolgte 1877 durch Odoardo Beccari als Ptychosperma micranthum in Malesia, Band 1, Seite 52. Die Einordnung in die Gattung Ptychosperma wurde schon 1883 von Joseph Dalton Hooker widersprochen, der sie in die Gattung Rhopaloblaste stellte. Harold Emery Moore stellte sie 1970 in die Gattung Heterospathe. Allgemein wurde das Basionym aber als der akzeptierte Name angesehen. 2006 wurde diese Art aufgrund morphologischer und molekulargenetischer Merkmale durch J. Baker, Scott Zona, Charlie D. Hautubun, Carl E. Lewis, Rudi A. Maturbong, Maria V. Norup in Dransfieldia (Arecaceae) — A New Palm Genus from Western New Guinea. In: Systematic Botany, Band 31, Seite 61–69 in eine eigene Gattung Dransfieldia überführt. Der Gattungsname Dransfieldia ehrt den Palmenforscher John Dransfield (geb. 1945) von den Royal Botanic Gardens, Kew.
Molekulargenetische Analysen weisen auf die rein neukaledonische Subtribus Clinospermatinae als Schwestergruppe von Dransfieldia hin, jedoch mit geringer statistischer Abstützung. Deshalb wurde die Art zwar der Tribus Areceae zugeordnet, innerhalb dieser aber keiner Subtribus.

## Nutzung
Die Stämme werden zu Harpunen verarbeitet. Die Blätter werden zum Dachdecken verwendet. In den USA und in Australien wird Dransfieldia micrantha als Zierpflanze verwendet.